# ワレンティン・レベデフ
ワレンティン・レベデフ(Valentin Lebedev、1942年4月14日-)は、モスクワ出身のソビエト連邦の宇宙飛行士で、2度の宇宙飛行を経験した。1982年には、アナトリー・ベレゾボイとともに221日間に渡り、宇宙ステーションサリュート7号に滞在し、ギネス世界記録に認定された。
1989年以降は科学研究活動を行い、1991年にはロシア科学アカデミーでScientific Geoinformation Centerを開設して現在までセンターの所長を務めている。彼自身はロシア科学アカデミーの客員会員、教授、ロシア連邦名誉科学者である。

## 教育
高校卒業後の1年間、オレンブルクのHigher Air Force Navigators Schoolで1960年の1年間学んだが、軍備削減の結果、退学した。Moscow Aviation Instituteで学問を続け、1966年に卒業した。
1975年に“Methods of formation of the dynamic test bench for the base service of spaceship and crew training”のテーマPh.D.を取得した。1985年には“Methods of carrying of astrophysical explorations aboard of orbital stations”のテーマで博士号を取得した。

## キャリア

### 宇宙飛行士としてのキャリア
Moscow Aviation Institute卒業後、レベデフは23年間に渡って、Soviet Scientific Production UnionのCentral Design Bureau "Energy" (SPU "Energy")に、エンジニア、シニアリサーチフェロー、インストラクターとして勤めた。
1967年、ゾンドがインド洋に帰還した後、位置特定、救助、修復のための第8次海軍艦隊の遠征に参加した。
1968年、レベデフは、月を周回して地球に戻ってきたゾンド5号の支援のためにムンバイの専門家を率いた。彼はその後もソユーズ宇宙船、ソユーズT、サリュート4号、サリュート5号、サリュート6号について、飛行、設計、試験、制御等の技術的な仕事に携わった。
1971年から1973年にガガーリン宇宙飛行士訓練センターで宇宙飛行士としての訓練を受け、1972年にCosmonaut Investigatorの資格を得て宇宙飛行士となり、ZKBEMに所属した。最初の宇宙飛行は、ピョートル・クリムクとともにソユーズ13号に乗り、1973年12月18日から26日まで地球を周回した。この飛行の後、レベデフは、ソ連邦英雄、レーニン勲章等を受章し、Pilot Cosmonautに昇進した。
1982年には、アナトリー・ベレゾボイとともに、12月10日から5月13日まで、211日間、サリュート7号に滞在した。このミッションの間、レベデフは300を超える科学実験を行った。211日間の宇宙滞在は、当時のギネス世界記録であった。この飛行の後には、2度目のソ連邦英雄、レーニン勲章等を受章した。
1993年に宇宙プログラムから引退した。2000年、宇宙飛行士としては初めて、ロシア科学アカデミー会員に選ばれた。

### 科学界でのキャリア
2度目の宇宙飛行から戻った後、レベデフは宇宙航行学及び地理情報学の分野の専門家として著名になった。
1989年から1991年まで、Institute of Geography AS USSRのDeputy Director of Scienceとして勤め、科学界に身を置くことになった。同時に、この研究所の一部であるGeoinformation Center (GIC)の所長代理を務めた。1991年にGICはロシア科学アカデミーのScientific Geoinformation Centerとして独立し、レベデフは引き続き所長を務めた。
レベデフのリーダーシップの下で、エコシステムのダイナミクスを著すマップを作る統合的な技術が開発された。この技術で自然環境の多層マップを作ることが可能になり、経時変化を見ることができる。これらのマップは、モスクワ環状道路の交通汚染による国土、表流水、地下水、植生等の変化をモニターするEcological Geoinformaion System of the Moscow Automobile Ring Road (ロシア語: GIS EcoMKAD)を作るための道具として用いられている。
Hydrometerological Center of Russia及びIWPとともに、ボルガ川再生の連邦プログラムの一部として、RASは、雪面からの流出の分析、土壌の水分量（冬季の凍結）、風景の現状から春の洪水を予測する新しい技術を開発した。
レベデフらの直近の科学プロジェクトは"Science To Moscow"と呼ばれ、モスクワの交通流を遠隔でモニターするものである。元々の手法に高解像度航空写真デジタル処理ソフトを加え、彼らは市内の交通量、スピード、交通流の経済学的パラメータに関する信頼できるデータを得た。このデータは、道路交通の改善の基礎となり、"Start"と呼ばれる自動交通管理システムの開発に使われた。

## 出版
レベデフは157の科学論文を書き、また9報のモノグラフ、2冊のMoscow Aviation Instituteのテキストの著者、共著者である。“Science and Life”誌には27の論文を投稿し、その他国内外の報道に多くの寄稿をしている。また、ソユーズやサリュートのミッションに取り入れられた26の発明を行っている。
ほぼ全てをサリュートやソユーズ搭乗中に書いた“Diary of a Cosmonaut: 211 Days in Space”は、アメリカ合衆国（1988年、1990年）で出版され、ロシアでも“Angle of My Judgment”のタイトルで1994年に出版されている。またこの本からの引用は、ロシア国内や国際的な多くの科学雑誌で出版されている。

## 受賞と名誉
- 2度のソ連邦英雄（1973年12月28日と1982年12月10日）
- ソ連操縦士＝宇宙飛行士
- w:Order "For Merit to the Fatherland"第4席 - 科学の発展への重要な貢献に対して（2007年12月29日）
- 2度のレーニン勲章（1973年12月28日と1982年12月10日）
- w:Medal "For Merit in Space Exploration"
- w:Medal "For Construction of the Baikal-Amur Railway"
- ロシア連邦名誉科学者
- レジオンドヌール勲章オフィシエ（1982年）
- メインベルト小惑星レベデフは、彼に因んで名づけられた。
- 16のロシア連邦内の都市、CISのいくつかの国、テキサス州、フォートワース市の名誉市民である。

## 家族
エンジニアの妻Lyudmila Vitaljevna Lebedeva（1943年生）との間に、1972年生で弁護士、経済学者の息子Vitaly Lebedevがいる。また男女1人ずつの孫がいる。現在はモスクワに住んでいる。